# Busztopológia

Busztopológia esetén a kliensek azonos kommunikációs vonalra csatlakoznak

A busztopológia (avagy sín) olyan hálózati topológia, amelyben kliensek egy csoportja egy megosztott kommunikációs vonalon (ezt nevezik busznak) keresztül van összekapcsolva. A busz architektúráknak számos megjelenési formája ismert, ide tartoznak az alaplapok buszrendszerei, más számítógépek különféle (memória, periféria, bővítő stb.) buszai, és néhány Ethernet hálózat is.
A busz hálózati architektúra a legegyszerűbb módszer több kliens összekapcsolására, de gyakran problémát jelenet, hogy a kliensek egy időben akarnak ugyanazon a buszon keresztül kommunikálni, ezért egy busz architektúra esetében egy külön rendszer szükséges az ütközések elkerülésére (ez leggyakrabban a Csma/cd – vivő érzékelés többszörös hozzáféréssel rendszer) vagy kell egy kitüntetett busz mester, amely vezérli a busz forgalmát és a megosztott használatot.
Egy valódi buszhálózat passzív: a busszal összekapcsolt számítógépek csak figyelik a buszon érkező jelzéseket, nem kell továbbküldeniük a jeleket. Ennek ellenére több aktív architektúra is leírható így, mivel ugyanazokat a funkciókat valósítja meg, mint egy „busz”. Például a kapcsolt Ethernet egy logikai busz hálózaton működik, de ez fizikailag nem busz. Tulajdonképpen a számítógép hardvere is nagyon absztrakt szinten tekinthető a szoftver busz egy különleges esetének.
Annak ellenére, hogy a kapcsolt Ethernet hálózatok elterjedtebbek a passzív Ethernet hálózatoknál, a busztopológia mégsem terjedt el a kábelalapú hálózatok között. Ugyanakkor csaknem minden vezeték nélküli hálózat passzív busztopológiájú.

## Jellemzői

### Előnyök
- Egyszerűen megvalósítható és bővíthető.
- Jól megfelel ideiglenes hálózatnak (gyorsan beállítható).
- Általában a legolcsóbb a megvalósítása.
- Egy csomópont meghibásodása nincs hatással a többiekre.

### Hátrányok
- Nehézkes az adminisztráció, a hibakeresés.
- A csomópontok száma, és a közöttük lévő kábelhosszak korlátosak.
- Egy kábel szakadás megbéníthatja a teljes hálózatot.
- Hosszabb működés esetén a karbantartási költségek magasabbak lehetnek.
- Egy új csomóponttal (számítógép) való bővítés teljesítményromláshoz vezethet.
- Alacsony biztonság (minden számítógép a busz teljes adatforgalmát "látja").
- Egy vírus a rendszerben az összes gépre szétterjedhet (jobb viszont, mint a csillag vagy gyűrű).
- Megfelelően le kell zárni a buszt (egy hurok mindig zárt).
- Korszerűtlen.